# Kapitán Exner
Kapitán Exner je fiktivní literární a posléze také filmová a televizní postava. JUDr. Michal Exner, příslušník Kriminální služby VB, se poprvé objevil v románu Poklad byzantského kupce (1964, zfilmováno 1966), spisovatel Václav Erben napsal celkem 14 příběhů (13 románů a jednu povídku) s touto postavou. Většina z nich byla postupně zfilmována buď samostatně nebo jako součást dvanáctidílného seriálu kapitán Exner (2017, na televizí Prima). Některé se také dočkaly rozhlasové dramatizace.

## Charakteristika postavy
Postava kapitána Exnera se v literatuře poprvé objevila v roce 1964, tedy v době, kdy právě v kulturní sféře již dochází k postupnému uvolnění (např. ve filmu vzniklo několik prvních děl Československé nové vlny), které se rozšiřuje do dalších oblastí společnosti, což nakonec spolu s řadou dalších faktorů vedlo v roce 1968 k Pražskému jaru.
V rámci tohoto uvolnění nastává také rehabilitace detektivky jako literárního žánru v tehdejším Československu. Detektivka již nemusí obhajovat právo na existenci, častěji se objevuje v dosavadních edicích a vznikají též edice nové, které se systematicky věnují čistě tomuto žánru (Smaragd nebo od roku 1963 edice „3x...“ nakladatelství Odeon). Vychází též první monografie o žánru (Cigánek, Umění detektivky). Detektivky začínají psát též autoři, kteří se jim předtím vůbec nevěnovali, zejména dvojice Škvorecký a Zábrana (Škvorecký se již předtím o žánr významně zasloužil články ve Světové literatuře a překlady anglosaských detektivek, později sám napsal též trilogii s poručíkem Borůvkou a další tituly).
JUDr. Michal Exner, kapitán Kriminální služby Veřejné bezpečnosti (slovům jako „Sbor národní bezpečnosti“, zkratce SNB či slovu esenbák se autor důsledně vyhýbal) se naprosto odlišoval jak svým vzhledem, tak chováním od dosavadních literárních postav české detektivky, můžeme říci, že je záměrně provokativní a výstřední. Václav Erben se k tomu později vyjádřil takto: „V té době byly v české detektivce jenom strejcové, Vachkem počínaje a Škvoreckým konče. Tak jsem si říkal, že zkusím proutníka, co se jen tak lehce pohybuje světem".
Michal Exner je mladý a pohledný, bydlí sám v garsonce, má právnické vzdělání, je velmi inteligentní, vzdělaný a přitom se smyslem pro humor a zálibou v ironii. Je výborným psychologem a bystrým pozorovatelem, má hlubokou empatií. Je to milovník žen, dobrého jídla i pití, elegantně se obléká, vždy je pečlivě upraven a v neposlední řadě vlastní černý Mercedes, velký starý kabriolet s plátěnou střechou, o který se vzorně stará (ve filmových adaptacích se místo něj vyskytují jiné, ale rovněž vzácné a pozoruhodné automobily).
Hned v prvním filmu Poklad byzantského kupce z roku 1966 jezdí automobilem Bugatti Type 50 z roku 1931. V seriálu z roku 2017 má ikonický Jaguar E-Type (teoreticky by jím mohl jezdit také v původních románech, protože se vyráběl v letech 1961 až 1975), který bylo možné vidět na druhém ročníku Automobilových klenotů v roce 2019, společně s řadou dalších „filmových vozů“. Na třetím snímku je na kapotě vozu navíc dobře vidět nápis „kapitán Exner“.

Ikonický Jaguar E-Type byl jeho vozem v TV seriálu Kapitán Exner
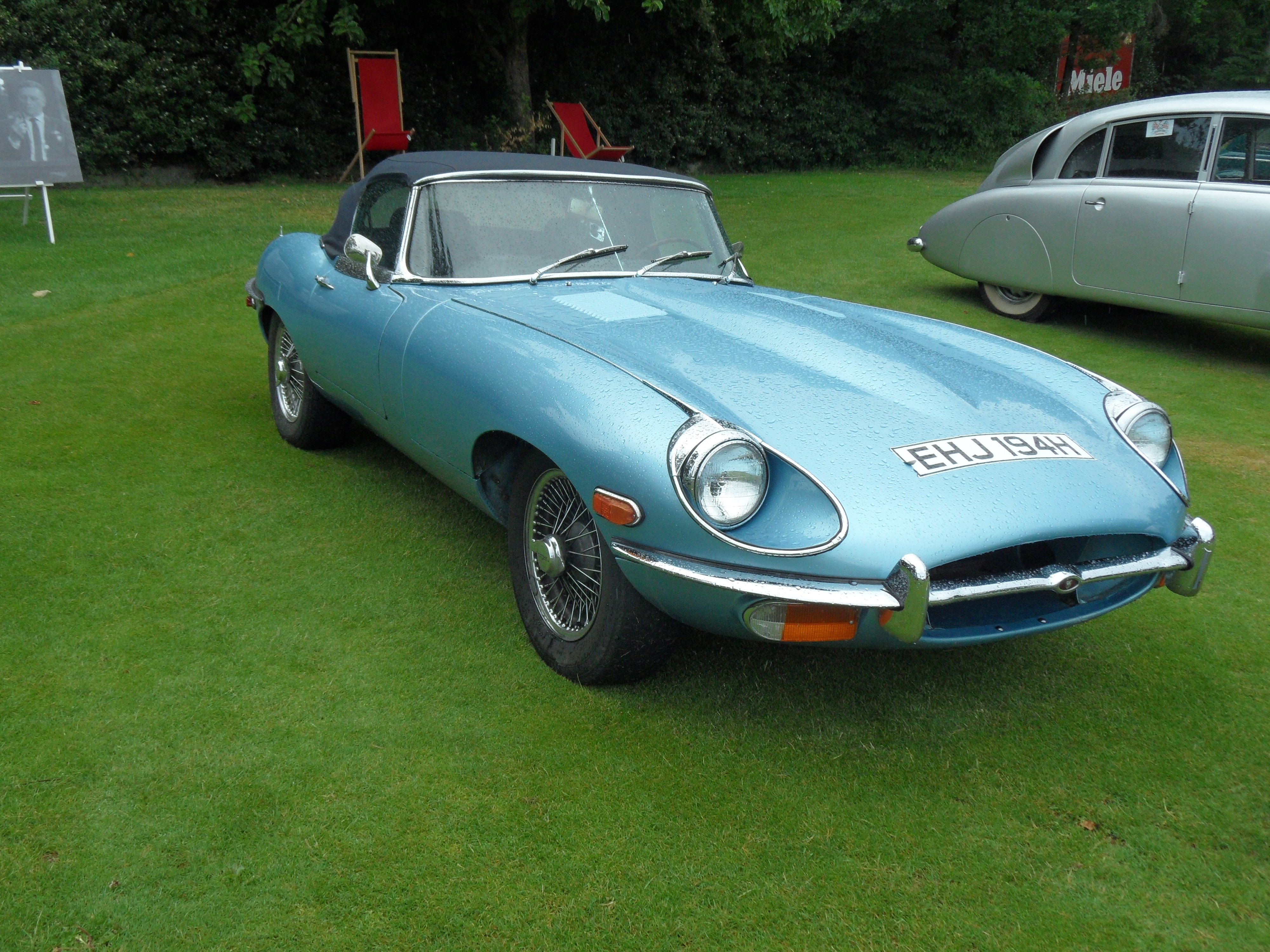
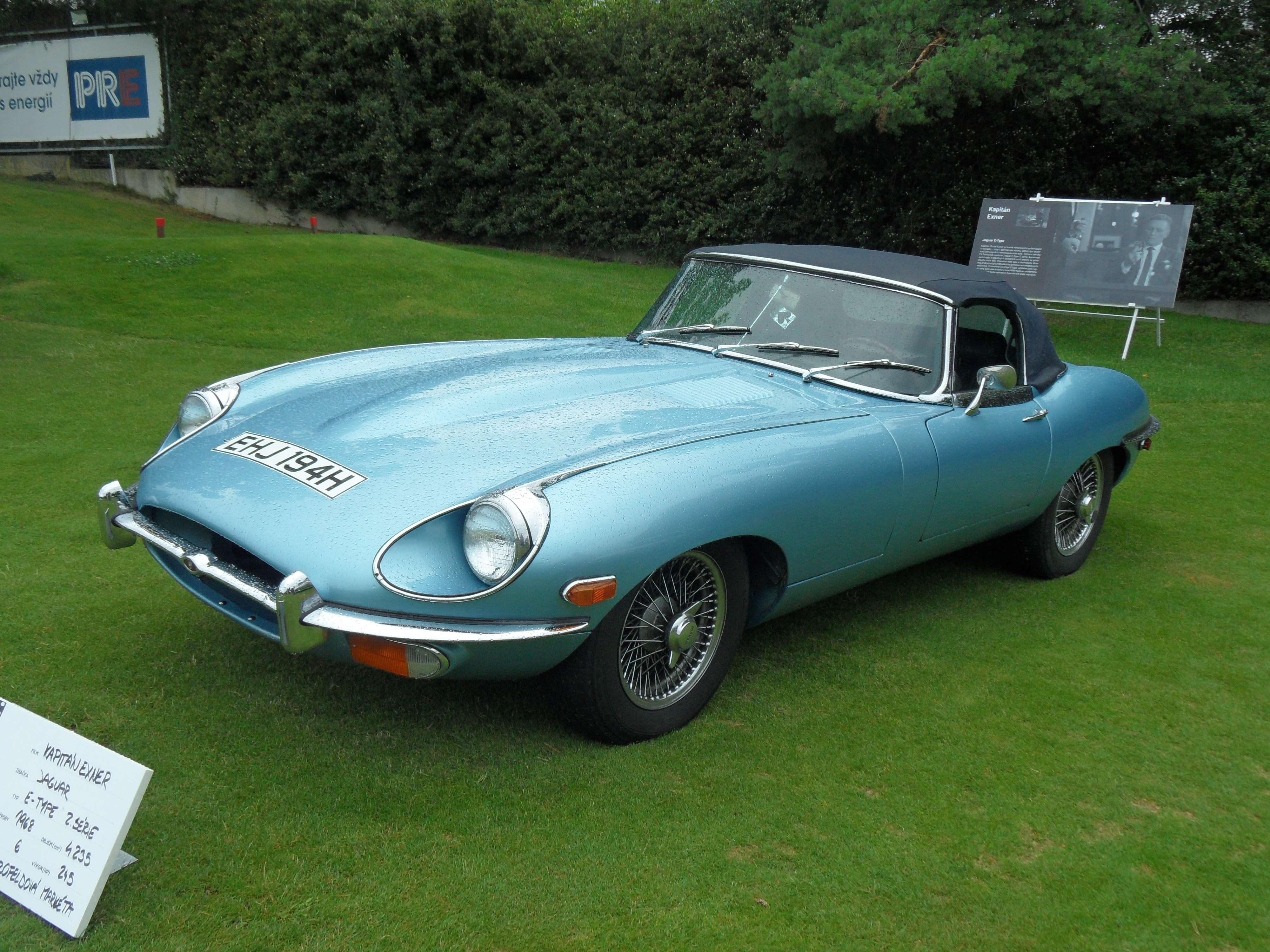
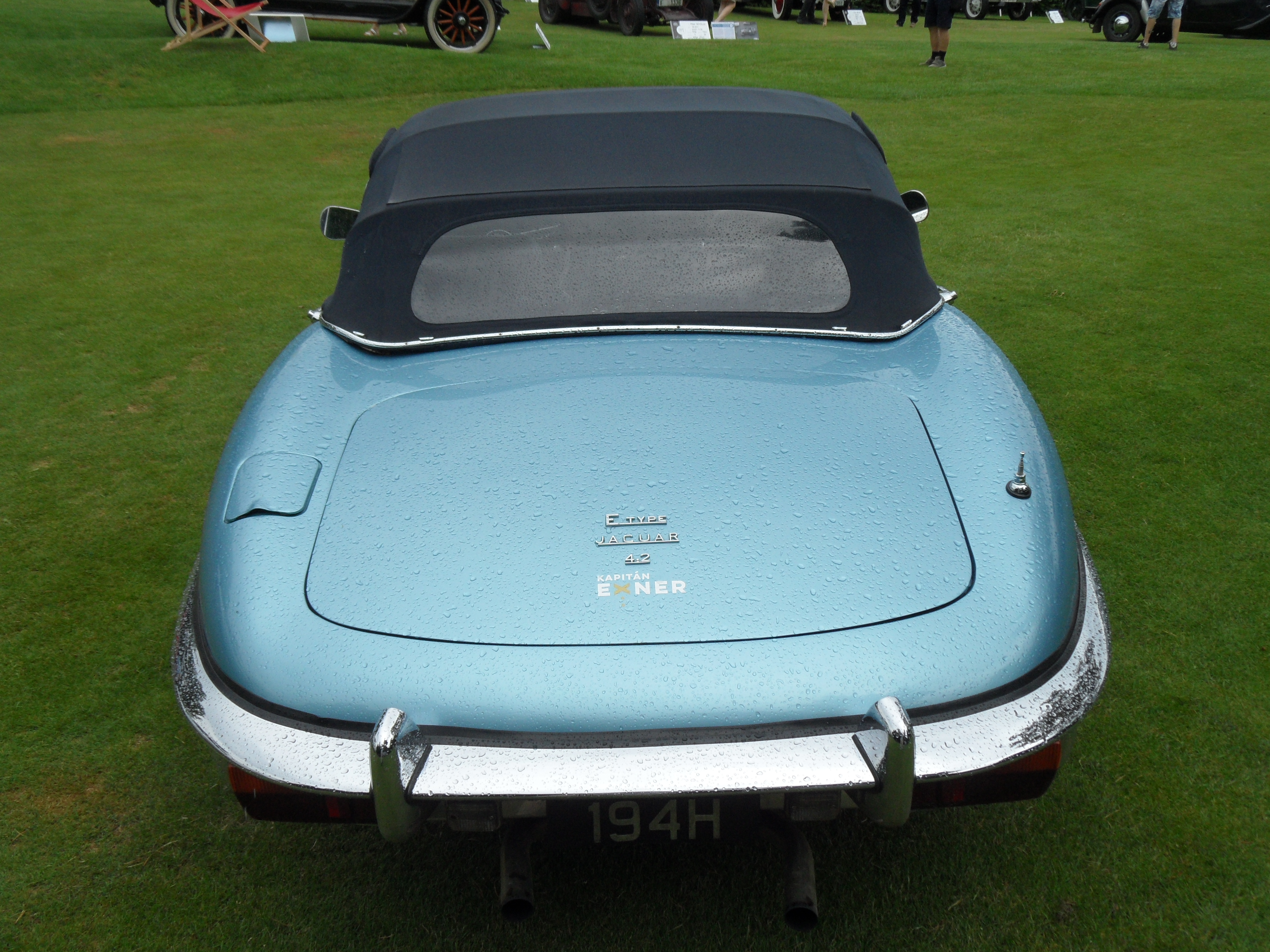

## Vznik a vývoj postavy
První detektivka „Poklad byzantského kupce“ a tím současně postava kapitána Exnera vznikla vlastně náhodou a do značné míry jako žert. Autor se do té doby o detektivky vůbec nezajímal, ale během pobytu v nemocnici jich poprvé přečetl spoustu. Současně měl psát populárně-vědeckou knihu o československé archeologii. Během výprav za archeology, především do Bylan u Kutné Hory (v románu to je Bylaves) za Bohumilem Soudským, vymýšleli s jeho asistentkou paní Kostelníkovou různá „kdyby“, až Václav Erben nakonec napsal ucelený příběh, který se ujal. Rovněž nečekal, že by vznikla celá série detektivek, to bylo spíše přání nakladatelství.
K výběru jména autor uvedl: „... takový hrdina musí mít určité nezbytné vlastnosti, včetně trochu podivného jména“. Vzpomněl si, že v České Skalici (nedaleko od rodného Náchoda) existoval hotel Exner, což se mu zdálo jako dobré a dostatečně zvláštní příjmení. Až později zjistil, že v jeho rodném kraji je to poměrně rozšířené příjmení. Výše popsané základní charakteristiky kapitána Exnera v zásadě platí již od prvního románu Poklad byzantského kupce, ale některé se teprve dotvářejí, např. sám obdivuje elegantní pyžamo doktora Soudka, až později si podobné pořídí.
Během let, kdy vznikaly jednotlivé romány s kapitánem Exnerem, se událo mnoho politických i jiných změn. V detektivce jde z podstaty žánru především o vraždu a pátrání po pachateli. První Erbenovy romány ale vycházely v období uvolnění nebo přímo během Pražského jara. Čtenář tak v jejich textu najde řadu narážek na nedostatky v národním hospodářství nebo na nekompetentního úředníka či jinou osobu, se kterou se kapitán Exner musel setkat. Román Na dosah ruky vyšel v roce 1971, tedy na počátku tzv. normalizace, ale stále ještě v něm je řada narážek. Román Smrt talentovaného ševce vyšel v roce 1978, ironické či vtipné glosy na poměry zmizely takřka úplně, autor musel text okořenit jiným způsobem.

## Prostředí jednotlivých románů
Důležitou součástí jednotlivých románů jsou také atraktivní prostředí, ve kterých se kapitán Exner při vyšetřování zločinů pohybuje, se zasvěceně vykreslenými reáliemi a detaily. Hned v prvním románu Poklad byzantského kupce detailně popisuje pracoviště archeologů a jejich metody zkoumání. Toto prostředí znal vzhledem k svému zájmu o historii mimořádně dobře a proto ho využil ještě v dalších románech (Vražda pro Zlatého muže a Denár v dívčí dlani). Také extravagantní postava (ale jinak než sám Exner) archeologa Soudka (ve filmu ji ztvárnil Jiří Sovák) byla zjevně inspirována osobou Bohumila Soudského, což naznačuje již podobné jméno.
Ve druhém románu Znamení lyry popisuje vojenské prostředí, které poznal díky své předchozí novinářské a publicistické práci (z vojenského prostředí již předtím napsal také povídky a román). V románu Efektivně mrtvá žena využil znalost prostředí redakce a práce novinářů, děj umístil do tiskové agentury. Do prostředí filmu a divadla umístil děj románu Poslední pád Mistra Materny. Román Osamělý mrtvý muž se odehrává v zoologické zahradě. Na hojně navštěvovaném zámku a v jeho okolí se odehrává román Smrt talentovaného ševce. V románu se jmenuje Opolná, ale je zřejmé, že se jedná o renesanční zámek Opočno. Na tomto zámku a ve stejnojmenném městečku se také natáčela velká část  filmového ztvárnění románu.
K výběru prostředí se autor v rozhovorech několikrát vyjádřil, např. Pavel Frýbort konstatuje a ptá se takto: „Ve vašich detektivkách hrají hlavní roli tři faktory: přitažlivý příběh, zajímavé prostředí a čtenářsky úspěšný, dobře propracovaný Velký detektiv, přecházející z příběhu do příběhu i se svými stálými spoluhráči“. Václav Erben odpovídal: „... Pokud jde o prostředí, jako novinář jsem naši vlast procestoval skrz naskrz, na reportážích jsem coural mezi vojáky, na letištích, mezi archeology ... a když jsem chtěl psát detektivku ze ZOO, tak jsem do Tróje chodil denně celý měsíc.“

## Spolupracovníci kapitána Exnera
I když je Exner policista (vzhledem k době vzniku románů pochopitelně oficiálně kriminalista Veřejné bezpečnosti), funguje a chová se vlastně, jako by ani součást policie nebyl a neměl nadřízené (až na občasné odvolání z dovolené a podobné nemilé příhody). Vyšetřuje si kde chce a jak chce, případy vyřeší víceméně sám. Přesto má dva důležité spolupracovníky, kteří zaujmou již svými příjmeními.
Nadporučík Vlček kouří dýmku (kterou ale má často vyhaslou), je pohublý a je to typ vědátora, poručík Beránek je bodrý, spíše zavalitý s bříškem, často se svačinou v ruce a ještě častěji s notesem, kam si zapisuje všechny informace k případu. Vzhledem se nemohou měřit s elegánem Exnerem (spíše to je záměrný kontrast), ale přestože Exnerovi většinou přihrávají nebo plní jeho pokyny, jsou to schopní kriminalisté. Všichni tři se dokážou pošťuchovat a zároveň doplňovat. Dohromady to jsou tři analytické mozky s mimořádnou schopností dedukce.

## Přehled románů
- Poklad byzantského kupce (1964, zfilmováno 1966, rozhlasová dramatizace 2020).[14][6]
- Znamení lyry (1965, zfilmováno 2017: seriál Kapitán Exner).[15]
- Bláznova smrt: nejprve jako román na pokračování v Rudém právu pod názvem Smrt Jana Krempy, knižně poprvé 1967, TV film 1973, rozhlasová dramatizace 2024).[16][2]
- Vražda pro Zlatého muže (1969), rozhlasová dramatizace 2022.[17]
- Efektivně mrtvá žena (1970, zfilmováno 1979 jako Čas pracuje pro vraha). Děj filmu vychází z románu, ale změněn byl nejen název filmu, ale také hlavní postava, která se nejmenuje kapitán Exner, ale kapitán Jindřich Marha.[18]
- Na dosah ruky (1971, zfilmováno 2017: seriál Kapitán Exner, rozhlasová dramatizace 2021).[15][11]
- Pastvina zmizelých (1971), rozhlasová nahrávka vznikla v roce 1987, vydána 2017.[19]
- Osamělý mrtvý muž (1975): původně v Mladé frontě jako Kopyta osla Kiang (1972), zfilmováno 2017: seriál Kapitán Exner).[15]
- Dialogy pro klarinet, cimbál a bicí nástroje (1975, TV film 1986).
- Smrt talentovaného ševce (1978, zfilmováno 1982, rozhlasová dramatizace 2022).[20][12]
- Denár v dívčí dlani (1980, zfilmováno 2017: seriál Kapitán Exner).[15]
- Poslední pád Mistra Materny (1987, zfilmováno 2017: seriál Kapitán Exner).[15]
- Trable anglického šlechtice v Čechách (1991).
- Vražda ve společnosti Consus (2001).

## Rozhlasové dramatizace
V roce 2020 Český rozhlas připravil rozhlasovou dramatizaci románu Poklad byzantského kupce jako četbu na pokračování (10 dílů, premiéra prvního dílu 16. února 2020). Účinkuje Tomáš Jirman, připravila Eva Lenartová, zvuk Aleš Huber, režie Tomáš Soldán. Nahrávku lze zakoupit v Radiotéce Českého rozhlasu.
V roce 2021 opět herec Tomáš Jirman společně se stejným tvůrčím týmem připravil pro stanici Český rozhlas Dvojka rovněž desetidílnou četbu na pokračování románu Na dosah ruky, nahrávku lze opět zakoupit v Radiotéce Českého rozhlasu.
V roce 2022 (premiéra 13. května 2022) téměř stejný tým (lišil se jen zvukový mistr: Marek Hoblík) odvysílal dramatizaci románu Smrt talentovaného ševce, od tohoto roku je také k zakoupení v Radiotéce. V roce 2022 byla rovněž vytvořena nahrávka románu Vražda pro zlatého muže, v Radiotéce Českého rozhlasu je k zakoupení od roku 2023.
Od 10. června do 20. června 2024 (opět na stanici Dvojka Českého rozhlasu) Tomáš Jirman četl na pokračování román Bláznova smrt (připravila Eva Lenartová, dramaturgie Marina Feltlová, režie Tomáš Soldán). Jednotlivé díly lze poslechnout online zdarma ještě čtyři týdny po odvysílání příslušné části. Současně již lze nahrávku zakoupit v Radiotéce Českého rozhlasu.
Už v roce 1987 vznikla nahrávka románu Pastvina zmizelých, na které se podíleli Ladislav Bambas, Ivan Klička, Bibiana Šimonová, Petr Hanus, Vladimír Volek, Josef Bulík, Petr Šporcl, Jiří Šesták, Karel Soukup, Karel Charvát a František Kokejl. Autor rozhlasové úpravy Jan Poš, literární dramaturg Jiří Hubička, natáčecí technik Miluše Dolejší, zvukový mistr Pavel Schober a režisér pořadu Dobroslav Zborník. Od roku 2017 lze nahrávku rovněž zakoupit v Radiotéce Českého rozhlasu.

## Filmoví představitelé
Poměrně hodně románů s kapitánem Exnerem bylo zfilmováno, ale hlavní postavu hrál vždy jiný herec. V roce 1966 byl zfilmován první román z roku 1964 a kapitána Exnera zde vytvořil Jiří Vala. Další filmový Exner se objevil až v televizní inscenaci Bláznova smrt z roku 1973 podle stejnojmenného, v pořadí třetího románu, hrál ho Petr Kostka. V roce 1979 vznikl film Čas pracuje pro vraha (podle románu Efektivně mrtvá žena z roku 1970), hlavní postava se ale zde jmenuje kapitán Jindřich Marha a hraje ho František Němec. Dalším filmem byla Smrt talentovaného ševce z roku 1982 (román 1978), hlavní postavu ztvárnil Jiří Kodet. V roce 1986 vznikla další TV inscenace (předloha 1975) Dialogy pro klarinet, cimbál a bicí, hraje Karel Heřmánek.
Po dlouhé filmařské pauze vznikl v roce 2017 seriál Kapitán Exner, kde titulní postavu vytvořil Michal Dlouhý. V rámci seriálu bylo zfilmováno celkem šest příběhů, z toho pět, které dosud natočeny nebyly (Osamělý mrtvý muž, Poslední pád mistra Materny, Denár v dívčí dlani, Znamení lyry, Na dosah ruky) a podruhé Bláznova smrt. Ve srovnání s původními knižními předlohami, které vznikly v 60. až 80. letech, je v seriálu děj přenesen do doby jeho natáčení, takže kapitán Exner zde např. používá mobil.
V prvním filmu Poklad byzantského kupce vytvořili postavy Exnerových spolupracovníků Beránka a Vlčka Václav Lohniský a Jan Libíček, v Bláznově smrti František Němec (který později hrál „přejmenovaného“ Exnera) a Eduard Žemla. Ve Smrti talentovaného ševce Antonín Hardt a Karel Chromík, v seriálu pak David Novotný a Jan Vondráček.

## „Opoklad byzantského kupce“
Nakladatelství MOBA pořádalo literární soutěž „O poklad byzantského kupce“ (pojmenovaná po prvním románu s kapitánem Exnerem) pro začínající autory detektivní literatury spojenou s finanční odměnou. V roce 2014 se konal 11. ročník, ale 2018 je poslední ročník, ke kterému se podařilo dohledat nějaké informace.